# レンコ
座標: 北緯60度53分35秒 東経24度17分00秒 / 北緯60.89306度 東経24.28333度

レンコの位置（フィンランド）

レンコ（フィンランド語: Renko）とはかつてフィンランドに存在していた自治体。2009年1月1日、ハメーンリンナに統合された。
南スオミ州（2010年1月1日廃止）に位置していた。カンタ＝ハメ県の一部である。
2008年11月30日時点での人口が2,378人、面積は290.85km2（そのうち水面は12.32km2）。人口密度は8.54/km2。
レンコではフィンランド語が用いられた。スウェーデン語文書ではかつてレンゴ（Rengo）と表記されることもあったが、今日ではスウェーデン語でもレンコと表記される。